# 薩菲爾 (北卡羅萊納州)
薩菲爾（英語：Sapphire）是位於美國北卡羅萊納州特蘭西瓦尼亞縣的非建制地區。

## 歷史
薩菲爾的郵局自1892年營運至今。

## 地理
薩菲爾所處的海拔為高於海平面968米（即3176英呎），而該地所採用的時區為UTC-5，即北美东部时区（EST）。同時該地設有夏令時間，為UTC-5調快一小時，即UTC-4（EDT）。